# ييب مان 2
ييب مان 2 هو فيلم فنون قتالية صيني، من إخراج ويلسون ييب، اُخرج في سنة 2010، وهو يُتم ويُكمل فيلم ييب مان الذي اُخرج في عام 2008. الفيلم من بطولة دوني ين، سامو هونغ ودارين شالافي. يروي قصة مُعلم الوينج تشون ييب مان، بعدما فتح مدرسته الخاصة في هونغ كونغ، تحت الحكم الإستعماري البريطاني.

## روابط خارجية
- ييب مان 2 على موقع IMDb (الإنجليزية)
- ييب مان 2 على موقع ميتاكريتيك (الإنجليزية)
- ييب مان 2 على موقع روتن توميتوز (الإنجليزية)
- ييب مان 2 على موقع نتفليكس (الإنجليزية)
- ييب مان 2 على موقع قاعدة بيانات الأفلام العربية
- ييب مان 2 على موقع ألو سيني (الفرنسية)
- ييب مان 2 على موقع Turner Classic Movies (الإنجليزية)
- ييب مان 2 على موقع أول موفي (الإنجليزية)
- ييب مان 2 على موقع بوكس أوفيس موجو (الإنجليزية)
- ييب مان 2 على موقع فيلمافينيتي (الإسبانية)
- Donnie Yen set for "Ip Man" sequel
- Ip Man 2 may still focus on
- Sammo Hung steps in front
- Three Yip Man Biopics
- Ip Man sequel